# À propos de Nice, la suite
Pour plus de détails, voir Fiche technique et Distribution.
À propos de Nice, la suite est un film à sketches français co-réalisé par huit cinéastes et sorti en 1995, mêlant documentaires et fictions ayant pour thème commun la ville de Nice, en hommage au film À propos de Nice, de Jean Vigo.
Il fut présenté dans la catégorie « Zabaltegi—Tabakalera » lors du 43ème Festival international du film de Saint-Sébastien.

## Concept général
65 ans après le documentaire d'inspiration surréaliste de Jean Vigo, cet hommage au cinéaste de L'Atalante et Zéro de conduite s'intéresse de nouveau aux mœurs et à la société niçoise, en référence au caractère social de l'œuvre originelle. La question se pose « à l'heure où montent les intolérances, là peut-être plus qu'ailleurs », après une élection parlementaire historiquement conservatrice dans le département. Le film est alors une suite de sept courts métrages portant différents regards sur Nice, avec une réalisation unique à chacun.

## Fiche technique générale
- Titre : À propos de Nice, la suite
- Sociétés de production : Margo Films et La Sept Cinéma, avec la participation de Canal+ et du CNC
- Production : Georges-Marc Benamou et François Margolin
  - Producteur délégué : François Margolin
  - Producteur associé : New Age Productions
- Supervision du montage : Roger Ikhlef et Muriel Lacalmontie
- Durée : 100 minutes
- Genre : film à sketches, documentaire
- Format : couleur - 35mm - Son : stéréo
- Pays d’origine :  France
- Langue originale : français
- Date de sortie :  France : 13 septembre 1995

## Les sketches

### Repérages
Synopsis
Fiche technique
- Réalisation : Abbas Kiarostami et Parviz Kimiavi
  - Assistant de réalisation : Jérôme Chabeyrie
- Scénario : Abbas Kiarostami
- Photographie : Jacques Bouquin et Boris Breckoff
- Son : Jean-Pierre Fénié et Valérie Langeard
- Montage : Anne Belin et Stéphane Gaurier
- Mixage : Thierry Sabatier
- Durée : —

Distribution
- Parviz Kimiavi : le cinéaste
- Simone Lecorre : la patronne du bar
- Christine Heinrich-Burelt : la taxiwoman
- Luce Vigo : elle-même

et Denise Arnould-Lanz, Christiane Cardin, Andréa Lefranc, Renée Leriche, Jean Lévy, M. Jacques, Mme. Pauline & M(me). Pierre Cravero.

### Aux niçois qui mal y pensent
Synopsis
Fiche technique
- Réalisation : Catherine Breillat
  - Assistant de réalisation : Jérôme Chabreyrie
- Image : Laurent Dailland et Olivier Banon
- Son : Jean Minondo et Yannick Chastagnier
- Montage : Katya Chelli et Rachel Corlet
- Mixage : Thierry Delor
- Durée : —

Distribution
- Robert Benassayag, Marie-Jeanne Meillan, Yvette Wojtak-Boisson : eux-mêmes

### La Prom’
Synopsis
Fiche technique
- Réalisation : Raymond Depardon
- Scénario : J. M. G. Le Clézio
- Caméra : Nathalie Credou
- Son : Claudine Nougaret
- Montage : Roger Ikhlef, Muriel Lacalmontie et Emmanuelle Poinsot
- Durée : —

Distribution
- Julie Gazier : voix-off

### La mer de toutes les Russies
Synopsis
Fiche technique
- Réalisation : Pavel Lounguine
  - Assistants de réalisation : Youri Krioutchkov et Jean Dulon
- Image : Denis Evstigneev et Youri Saroundouk
- Son : Laurent Poirier
- Montage : Natacha Krylatov, Roger Ikhlet et Muriel Lacalmontie
- Durée : —

Distribution
- Alexis Obolensky, Nina Lissy, André Franques : eux-mêmes

et le cœur de la Cathédrale Saint-Nicolas de Nice sous la direction d'Anatole Fissotchenko

### Nice, very nice
Synopsis
Fiche technique
- Réalisation : Claire Denis
  - Assistant de réalisation : Jérôme Chabreyrie
- Image : Agnès Godard et Galatée Politis
- Son : Guillaume Sciama et Valérie Langeard
- Montage : Nelly Quettier et Marion Chanon
- Mixage : Gérard Rousseau
- Durée : —

Distribution
- Grégoire Colin : le tueur
- François Voisin : le commanditaire
- Thierry Saïd Bouibil : la victime
- Jérôme Validire : l'homme de main
- Jérôme Chabreyrie : le chauffeur

### Les Kankobals
Synopsis
Fiche technique
- Réalisation : Costa-Gavras
- Image : Éric Guichard, François Paumard, Claude Garnier, Valérie Estival et François Paturel
- Son : Michel Casang et Jean Umansky
- Musique originale : Philippe Sarde, « Meeting à Nice »
- Montage : Katya Chelli, Nadine Verdier et Julie Gavras
- Mixage : José Batista
- Durée : —

### Promenade
Synopsis
Fiche technique
- Réalisation : Raoul Ruiz
  - Assistants de réalisation : Nathalie Bezon et Jérôme Chabreyrie
- Image : Jacques Bouquin et Philippe Roussilhe
- Son : Jean-Pierre Fénié et Valérie Langeard
- Montage : Valeria Sarmiento et Dominique Paris
- Maquillage : Françoise Charbonnier
- Mixage : José Batista
- Durée : —

Distribution
- Arielle Dombasle
- Laura del Sol
- Alain Saint Alix
- Andrés Perez
- Marco Grillo
- Sophie Michelin

et Marinette Giorvani, Laurent Delsanti, Loïc Bezon, Michel Bousquet, Jérôme Chabreyrie, Laurent Tremeau, Jean-Pierre Ybert, Catherine Locandro, Mireille Audiberti, Monique Chabreyrie…